# Deense Hoek
De Deense Hoek is een buurtschap  in het buitengebied van de voormalige gemeente Lieshout, nu deel van de gemeente Laarbeek in de Nederlandse provincie Noord-Brabant. De buurtschap bevindt zich ten zuidwesten van de bebouwde kom van Lieshout en bestaat uit een vijftiental boerderijen, rond een open ruimte tussen de hoge akkers ten noorden van de duinen van de Molenheide.

## Etymologie
De naam van de buurtschap is ontstaan door een combinatie van het woord deens dat onvruchtbaar betekent en het woord hoek dat duidt op een marginale kwaliteit van de landbouwgronden.

## Geschiedenis
De buurtschap heeft zich in de loop der eeuwen ontwikkeld rondom de hoeve de Nieuwenhof die in de 11e eeuw was afgesplitst van de herenhoeve. De hoevenaar was een horige die een gebied mocht bewerken en bewonen van circa 24 hectare. De hoeve bleef eigendom van de heer, die als vergoeding recht had op een deel van de oogst. De hoevenaar was verplicht van tijd tot tijd werkzaamheden te verrichten op de herenhoeve.
Op 13 augustus 1698 werd de hoeve de Nieuwenhof door het domein verkocht aan hoevenaar Faes Jan Faessen, voor 1.000 gulden.
Uit de eerste huizenlijst die in Lieshout werd opgesteld blijkt dat de buurtschap in 1736 zes boerderijen telde. In de loop der eeuwen zijn er nog enkele bij gekomen.

## Huidige situatie
Door de aanleg van het Wilhelminakanaal in het begin van de vorige eeuw is de Deense Hoek afgesloten van de kern van het dorp. De omlegging van de weg Lieshout – Gerwen om het dorp heen heeft de buurtschap aan het eind van de 20e eeuw in tweeën gedeeld.
Hoofdplaats: Beek en Donk      Dorpen: Aarle-Rixtel · Lieshout · Mariahout

Buurtschappen: Achterbosch · Asdonk · Beemdkant · Bemmer · Broek · Broekkant · Deense Hoek · Donkersvoort · Ginderdoor · Groenewoud · Heereind · Hei · Heikant · 't Hof · Hool · Karstraat · Laar · Strijp

Noord-Brabant: Steden en dorpen      Nederland: Provincies · Gemeenten